# Rivière Taschereau (vattendrag i Kanada, lat 45,89, long -70,45)
Rivière Taschereau är ett vattendrag i Kanada.   Det ligger i provinsen Québec, i den sydöstra delen av landet, 400 km öster om huvudstaden Ottawa.
I omgivningarna runt Rivière Taschereau växer i huvudsak blandskog. Runt Rivière Taschereau är det mycket glesbefolkat, med 2 invånare per kvadratkilometer.